# 望美村
望美村（鄒語：Namakaban），是臺灣南投縣信義鄉的一個村，位於該鄉西部倉庫溪流域，東依豐丘村，西接嘉義縣阿里山鄉，南鄰卡里布安村，北與自強村、新鄉村與羅娜村接壤。該村於1950年自平等村（今羅娜村）拆分而成立。村內有久美（Namakaban楠仔腳萬）等聚落。

## 交通動線
- 臺21線（庫坑橋、望鄉橋）
- 投59線（羅美橋）

## 設施與景點

### 久美
由日治時期的良久社(Laq-sia)與ナマカバン社（Namakaban楠仔腳萬）等二部落所組成。
| - 南投縣政府警察局信義分局久美派出所 - 臺灣基督長老教會中布中會久美教會 - 天主教臺灣教省臺中教區久美教會 - 真耶穌教會望美教會 | - 南投縣立久美國民小學 - 久美神樹 - 楠仔腳蔓社番學堂遺跡（萬興關） - 臺灣原聲教育協會 |

## 自然景觀

### 河川
- 陳有蘭溪
  - 倉庫溪
  - 阿里不動溪（楠仔腳萬溪）